# Sportovní neděle
Sportovní neděle (v anglickém originále Sunday, Cruddy Sunday) je 12. díl 10. řady (celkem 215.) amerického animovaného seriálu Simpsonovi. Scénář napsali Tom Martin, George Meyer, Brian Scully a Mike Scully a díl režíroval Steven Dean Moore. V USA měl premiéru dne 31. ledna 1999 na stanici Fox Broadcasting Company a v Česku byl poprvé vysílán 16. ledna 2001 na stanici ČT1.

## Děj
Když jdou Bart, Líza a další žáci Springfieldské základní školy na exkurzi na poštu, dostane Bart na památku kuponovou knížku, kterou dá Homerovi jako dárek k narozeninám. Homer použije jeden z kupónů na bezplatné vyvážení kol v pneuservisu, ale je podveden a koupí si místo toho čtyři nové pneumatiky. Při čekání na montáž se Homer seznámí s Wallym Kogenem, cestovním agentem. Oba se při popíjení U Vočka dívají na speciál o Super Bowlu a Wally jim vysvětlí, že jeho agentura posílá na zápas charterový autobus. Aby získal volná místa pro sebe a Barta, pomůže Homer Wallymu naplnit autobus tím, že přesvědčí mnoho mužů ze Springfieldu, aby se na zájezd přihlásili. 
Homer, Bart a ostatní muži dorazí na stadion v Miami na předzápasové oslavy, kde se zjistí, že Wally koupil falešné vstupenky. Pokusí se vplížit dovnitř, ale jsou chyceni a zadrženi v cele, kde si na Homerovi vybijí svou frustraci. Poté, co je vysvobodí Dolly Partonová – Wallyho kamarádka a jedna z baviček o přestávce zápasu –, dostanou se do skyboxového apartmá a stráví více času cpaním se jídlem a pitím zdarma než sledováním zápasu. Když je konfrontuje majitel lóže Rupert Murdoch, skupina prchá směrem k hřišti, ale spolu s vítězným týmem Denver Broncos se dostanou do šatny. Společně oslavuj a  Homer zvedne telefonát s gratulací od Billa Clintona. Poté se všichni vrátí do Springfieldu. 
Mezitím Marge a Líza najdou sadu na zdobení vajec z 60. let, kterou propagoval Vincent Price, a rozhodnou se ji použít. Když se ukáže, že sada není kompletní, Marge zavolá na zákaznickou linku výrobce. Když Homerova skupina opouští Miami, Pat Summerall a John Madden analyzují události této epizody a jejich zpočátku příznivý názor se rychle zhorší. Nastupují do autobusu řízeného Pricem, který má problémy se správným řazením.

## Produkce
Díl režíroval Steven Dean Moore a na scénáři se podíleli také bývalí scenáristé Tom Martin, George Meyer, Brian Scully a vedoucí producent a bývalý showrunner Mike Scully. Poprvé byl odvysílán na stanici Fox ve Spojených státech 31. ledna 1999, hned po Super Bowlu XXXIII a premiéře seriálu Griffinovi. Sportovní neděle byla první epizodou, za jejíž napsání Martin obdržel autorský honorář, a v audiokomentáři k epizodě na DVD uvedl, že psaní této epizody „miloval“. Proces psaní epizody byl „trochu neobvyklý“, protože scenáristé ji „hodili dohromady“, aniž by, jak Scully poznamenal, přemýšleli o „věcech, jako je myšlenka a struktura.“ Scéna v epizodě ukazuje Homera, jak kupuje nové pneumatiky pro své auto. Scénu napsal Brian Scully, který byl podveden prodejcem pneumatik Firestone Tire and Rubber Company. Vedlejší zápletka epizody vznikla tak, že se autoři Simpsonových snažili najít aktivity, kterých by se Marge a Líza mohly účastnit, zatímco Bart a Homer byli na Super Bowlu. Podle Martina se scenáristé snažili vymyslet „tu nejnudnější věc“, kterou by Marge a Líza mohly dělat, aby si ukrátily čas. Poté, co slyšeli herce Dana Castellanetu, jak napodobuje Vincenta Price, připadal scenáristům tento dojem tak vtipný, že založili vedlejší děj na fiktivní herní sadě Magická vejce Vincenta Price.
V jedné scéně epizody jsou Homer a Kogen U Vočka a diskutují s ním o svých oblíbených fotbalových týmech. Když Vočko zmíní, že jeho oblíbeným týmem je Atlanta Falcons, drží si před ústy sklenici, která zakrývá pohyby jeho rtů. Poté podá stejnou sklenici Homerovi, jenž udělá totéž pro Denver Broncos. Původně měly postavy říkat něco jiného, protože však štáb chtěl, aby epizoda byla „aktuální“, byl pro tuto scénu nahrán nový dialog. Protože nebyl čas animovat scénu od začátku, štáb jednoduše donutil postavy, aby si při pronášení svých replik držely sklenici před ústy. Tato technika byla použita i v narážce na probíhající skandál impeachmentu, protože když se postavy zmíní, že prezident a první dáma se budou dívat, zakryjí si ústa, když je oslovují jménem.
V epizodě vystupuje americký komik Fred Willard jako Wally Kogen. Scully uvedl, že štáb Simpsonových si již mnoho let přál, aby Willard v epizodě hostoval, a že hledali postavu, kterou by Willard mohl ztvárnit. Scully také prohlásil, že Willard je v seriálu „skvělou zábavou“. Jméno Wally Kogen je převzato od dvou bývalých scenáristů seriálu Simpsonovi – křestní jméno postavy Wally je převzato od Wallace Wolodarského a příjmení postavy Kogen je převzato od Jaye Kogena. V epizodě také vystupují bývalí hráči amerického fotbalistu Rosey Grier, Troy Aikman a Dan Marino jako oni sami. Scully uvedl, že když v televizních pořadech hostují sportovci, jejich výkony „nejsou vždy nejlepší“, nicméně tvrdil, že Aikman, Grier a Marino byli „opravdu vtipní“ a „odvedli skvělou práci“. V roli sebe sama hostovala také country zpěvačka Dolly Partonová. Scully prohlásil, že byl „šokován“ tím, jak byla Partonová malá; dodal však, že byla „velmi milá“ a „nadšená“, že se v epizodě objevila. V dílu se objevil také Rupert Murdoch, tvůrce vysílací společnosti Fox. Původně autoři chtěli, aby Murdocha ztvárnil Castellaneta, jenž v seriálu mimo jiné namluvil Homera. Po chvíli se však scenáristé rozhodli požádat, zda by Murdoch nemohl hostovat v roli sebe sama. Scully to komentuje slovy, že scenáristé byli „ohromeni“ tím, že se Murdoch v epizodě představí jako „miliardářský tyran“.
Epizoda si utahuje z amerického prezidenta Billa Clintona. Genevieve Koski, Josh Modell, Noel Murray, Sean O'Neal, Kyle Ryan a Scott Tobias z The A.V. Club ve svém seznamu 15 Simpsonovských momentů, které dokonale vystihly svou dobu, napsali: „V době, kdy se tato epizoda vysílala (…), měl národ za sebou více než rok Lewinského skandálu. Epizoda debutovala měsíc poté, co sněmovna obžalovala Clintona, ale necelé dva týdny před hlasováním Senátu, takže nad jinak odlehčenou epizodou o Homerovi, jenž organizuje výlet na Super Bowl, se vznášela nejistota.“ Wally si zakrývá ústa skleničkou, když zmíní jména Billa a Hillary, o kterých se dozví, že budou sledovat Super Bowl. V jedné scéně epizody volá Clinton, aby z Oválné pracovny pogratuloval vítězům Super Bowlu, ale vyruší ho Al Gore, který měří okno. Jak Scully vzpomíná, v té době byli scenáristé Simpsonových přesvědčeni, že Gore vyhraje prezidentské volby v roce 2000, jež nakonec o něco málo a kontroverzně vyhrál George W. Bush.

## Kulturní odkazy
Název epizody je odkazem na film Mizerná neděle a na píseň skupiny U2 „Sunday Bloody Sunday“. Gaučový gag je odkazem na film Titanic Jamese Camerona z roku 1997. Na začátku epizody je vidět, jak Bartova třída navštíví poštu. Jejich průvodce je založen na americkém herci a folkovém zpěvákovi Burlu Ivesovi, jehož je režisér Moore fanouškem. Magická vejce Vincenta Price jsou parodií na výrobní sady s podporou celebrit, které byly populární v 60. letech a které podle Meyera již neexistují. Rozhodnutí, aby Price podpořil výrobek s vajíčky, vychází z Priceovy role Eggheada v seriálu Batman z 60. let. Část, v níž muže jménem Rudy odmítne skupina v autobuse svézt, protože je „příliš malý na to, aby jel na Super Bowl“, je odkazem na film Rudy o fotbalistovi Rudym Ruettigerovi z roku 1993. Dolly Partonová říká, že se k ní při jejím vystoupení v poločasové přestávce Super Bowlu připojí herec Rob Lowe a taneční skupina Stomp, a na Super Bowlu je k vidění stánek nazvaný „Take a Leak with NFL Greats“; hráči, již se ho účastní, jsou Ricky Watters a Jim Plunkett.
Píseň, jež zazní během cesty autobusem na Super Bowl, zahrála skupina NRBQ. V epizodě zazní také píseň „Song 2“ britské rockové skupiny Blur, která hraje během úprku na stadion.

## Přijetí
V původním americkém vysílání 31. ledna 1999 získal díl rating 11,6, což znamená, že jej vidělo přibližně 11,5 milionu diváků. V týdnu od 25. do 31. ledna 1999 se umístil na 10. místě ve sledovanosti, čímž se stal druhým nejsledovanějším pořadem na stanici Fox, hned po premiéře Griffinových. 14. září 2004 vyšla epizoda Sportovní neděle spolu s epizodou 1. série Světák Homer, epizodou 11. série Panská rodina a epizodou 13. série Homer barmanem na DVD kompletu nazvaném The Simpsons – Gone Wild. 7. srpna 2007 byla Sportovní neděle opět vydána jako součást DVD boxu The Simpsons – The Complete Tenth Season. Matt Groening, Mike Scully, George Meyer, Tom Martin, Matt Selman a Steven Dean Moore se podíleli na audiokomentáři k epizodě na DVD.
Po svém odvysílání získal díl od kritiků převážně pozitivní recenze. David Packard z DVD Verdictu ve své recenzi DVD sady The Simpsons – Gone Wild napsal: „Tato epizoda vždy patřila k mým nejoblíbenějším, a i když následující epizoda (Panská rodina) je také pěkně zařazena, tato epizoda je na disku nejlepší. Vtipné gagy přicházejí v svižném tempu a občas jsou ostré.“ Obzvlášť se mu líbila scénka na poště a také reklama na Super Bowl. Warren Martyn a Adrian Wood, autoři knihy Can't Believe It's a Bigger and Better Updated Unofficial Simpsons Guide, označili epizodu za „naprosto příjemnou hříčku o tom, co se stane, když si parta kluků vyrazí na nedělní výlet na míčové hry“. Líbily se jim hostující hvězdy a napsali, že „jak Dolly Partonová, tak, což je bizarní, Rupert Murdoch – to vše příjemně okoření“, nicméně nejvíce se jim líbil Fred Willard jako Wally Kogen. „Škoda, že se nepřipojil k našim stálým hostům,“ uvedli. James Plath z DVD Town a Ian Jane z DVD Talk napsali, že epizoda je „zábavná“. Gregory Hardy z Orlando Sentinel ji označil za 3. nejlepší epizodu seriálu se sportovní tematikou. Phillip Stephenson z Pittsburgh Post-Gazette označil díl za „klasický“ a Susan Dunneová z The Hartford Courant jej popsala jako „zhýralou, ale zábavnou“. Greg Paeth z The Cincinnati Post poznamenal, že epizoda je oblíbená u kritiků.
Na druhou stranu Colin Jacobson z DVD Movie Guide hodnotil epizodu smíšeněji. Napsal: „Stejně jako většina epizod nabitých hostujícími hvězdami, i tato se stává poněkud trikovou, aby se do ní vešla všechna camea.“ Sebereferenční závěr se podle něj „nedokáže stát chytrým a místo toho působí jen hloupě.“ Nicméně napsal, že epizoda „obsahuje několik dobrých kousků, zejména telefonát, ve kterém Homer přesvědčí Lennyho, aby šel na zápas“. Jake McNeill z Digital Entertainment News napsal, že epizoda je „tak nacpaná hlasy hostujících celebrit, že jim došel prostor pro zápletku nebo humor“. Negativně epizodu ohodnotil i Chris Barsanti ze serveru Filmcritic.com, jenž napsal, že se epizoda „ztrácí v záplavě chodících celebrit a líných vtipů“.